# Iván Gutiérrez (futbolista)
Iván Gutiérrez López (Riverside, California, Estados Unidos; 16 de febrero de 1998) es un futbolista estadounidense-mexicano. Juega de centrocampista.

## Trayectoria
Debutó como futbolista profesional en 2017.
Luego de jugar por cuatro temporadas en la academia del Chivas USA en California, Gutiérrez jugó por el Guadalajara en México, siendo parte de su equipo sub-20 y reserva, el Guadalajara Premier.
El 3 de junio de 2019, el centrocampista fichó por el LA Galaxy II de la USL.
El 16 de septiembre de 2022 fichó con el Chattanooga Red Wolves de la USL League One.

## Clubes
| Club                   | País           | Año       |
| ---------------------- | -------------- | --------- |
| Guadalajara Premier    | México         | 2017-2019 |
| LA Galaxy II           | Estados Unidos | 2019-2020 |
| Phoenix Rising         | Estados Unidos | 2021      |
| Orange County SC       | Estados Unidos | 2022      |
| Chattanooga Red Wolves | Estados Unidos | 2022      |